# Jet flottant turbulent
 (décembre 2022).
La mise en forme du texte ne suit pas les recommandations de Wikipédia : il faut le « wikifier ».
Les points d'amélioration suivants sont les cas les plus fréquents. Le détail des points à revoir est peut-être précisé sur la page de discussion.
- Les titres sont pré-formatés par le logiciel. Ils ne sont ni en capitales, ni en gras.
- Le texte ne doit pas être écrit en capitales (les noms de famille non plus), ni en gras, ni en italique, ni en « petit »…
- Le gras n'est utilisé que pour surligner le titre de l'article dans l'introduction, une seule fois.
- L'italique est rarement utilisé : mots en langue étrangère, titres d'œuvres, noms de bateaux, etc.
- Les citations ne sont pas en italique mais en corps de texte normal. Elles sont entourées par des guillemets français : « et ».
- Les listes à puces sont à éviter, des paragraphes rédigés étant largement préférés. Les tableaux sont à réserver à la présentation de données structurées (résultats, etc.).
- Les appels de note de bas de page (petits chiffres en exposant, introduits par l'outil «  Source ») sont à placer entre la fin de phrase et le point final[comme ça].
- Les liens internes (vers d'autres articles de Wikipédia) sont à choisir avec parcimonie. Créez des liens vers des articles approfondissant le sujet. Les termes génériques sans rapport avec le sujet sont à éviter, ainsi que les répétitions de liens vers un même terme.
- Les liens externes sont à placer uniquement dans une section « Liens externes », à la fin de l'article. Ces liens sont à choisir avec parcimonie suivant les règles définies. Si un lien sert de source à l'article, son insertion dans le texte est à faire par les notes de bas de page.
- La présentation des références doit suivre les conventions bibliographiques. Il est recommandé d'utiliser les modèles {{Ouvrage}}, {{Chapitre}}, {{Article}}, {{Lien web}} et/ou {{Bibliographie}}. Le mode d'édition visuel peut mettre en forme automatiquement les références.
- Insérer une infobox (cadre d'informations à droite) n'est pas obligatoire pour parachever la mise en page.

Pour une aide détaillée, merci de consulter Aide:Wikification.
Si vous pensez que ces points ont été résolus, vous pouvez retirer ce bandeau et améliorer la mise en forme d'un autre article.
 (septembre 2022).
Si vous disposez d'ouvrages ou d'articles de référence ou si vous connaissez des sites web de qualité traitant du thème abordé ici, merci de compléter l'article en donnant les références utiles à sa vérifiabilité et en les liant à la section « Notes et références ».
Un jet flottant turbulent est un écoulement de fluide, dont le comportement se rapproche successivement de celui d'un jet puis de celui d'un panache. Les études sur ces jets se basent principalement sur des mesures de vitesse et de trajectoire des fluides (techniques laser et optique), et se sont particulièrement développées à partir des années 1950. Les rejets d'eaux usées en mer constituent un cas d'application de ce phénomène, pour lequel la connaissance des densités des fluides est importante pour déterminer la flottabilité, en particulier pour s'assurer de la bonne dilution et de la non-remontée en surface des eaux usées.

## Historique
Au début des années 1920, Prandtl a appliqué sa théorie de la couche limite aux jets. Des solutions de similarité ont été données pour la première fois par Tollmien. Durant les années 1950, plusieurs modèles ont été proposés  pour étudier cet écoulement. Pour valider ces modèles, des expériences ont été menées en utilisant différentes techniques de mesure.
L’idée de Morton a marqué une révolution majeure dans l’étude des jets en présence d'un flux de flottabilité, il a introduit le concept que la propagation se fait par l’entrainement turbulent plutôt que par la diffusion turbulente. Il a défini le coefficient d’entraînement ou nommé aussi le taux d’aspiration du fluide ambiant. Le gradient des vitesses important à l’interface entre le jet et le milieu provoque une instabilité et cause des vortex turbulents qui entraînent le fluide ambiant dans le jet. Ce processus de mélange engendre une dissipation de l’énergie.
Les propriétés de l’écoulement à une section transversale donnée possèdent un profil gaussien a utilisé ce modèle pour étudier les jets purs.
Plusieurs travaux sur les jets en milieux homogènes ont conduit à divers résultats sur les différents aspects des écoulements éjectés depuis une source dans un ambiant. Ces travaux  sont focalisés particulièrement aux décharges horizontale et verticale dans un milieu au repos. Les études sur les éjections dans les milieux en mouvement sont rares.

## Techniques de mesure utilisés
Pour déterminer les propriétés de l’écoulement, les chercheurs ont utilisé plusieurs techniques de mesure. Pour la vitesse, le tube de Pitot est le premier à être utilisé pour déterminer les champs des vitesses moyennes. Puis l'anémomètre à fil chaud (HWA) et la vélocimétrie Doppler Laser (LDV) ont très vite remplacé les tubes de Pitot pour pouvoir avoir accès aux propriétés turbulentes (quantités fluctuantes). Au début des années 1990 la technique de l’imagerie des particules (PIV) a permis d'avoir plus de précision.
Pour la mesure de la température, le moyen généralement utilisé par les expérimentateurs est le thermocouple.
Pour la détermination de la trajectoire des jets flottants, une caméra en combinaison avec la teinture du permanganate de potassium sont souvent utilisés. Papanicolau a examiné les profils des concentrations d’un jet flottant dans un milieu stationnaire par la fluorescence induite par laser (LIF), une technique optique qui effectue des mesures en 2D.
Des autres auteurs tels que Kikkert ont utilisé la technique de l’atténuation de la lumière (LA) pour des mesures 2 ou 3D, cette technique est basée sur la relation linéaire entre l’augmentation de la concentration du colorant et la diminution de l’intensité de lumière qui le traverse.
La trajectoire de la ligne centrale est déterminée en moyennant les deux points qui définissent les bords de l’écoulement, où se présente un gradient important des paramètres.

## Configurations de l'écoulement
- Jet: Lorsque le fluide  éjecté avec une quantité de mouvement initiale possède une densité égale à celle du milieu. Les premiers travaux expérimentaux se sont intéressés au comportement des jets. Des études plus approfondies ont été menées sur les jets en régimes instationnaire.

- Panache: La présence d'un gradient de densité entre les deux fluides engendre un flux de flottabilité vertical ascendant. Le fluide est lâché sans quantité de mouvement initiale.

- Jet flottant: En présence simultanée d'un flux de quantité de mouvement initial et d'un flux de flottabilité. Au début, le jet flottant se comporte comme un jet pur lorsque l'effet de quantité de mouvement domine, puis, comme un panache pur lorsque l'effet de flottabilité domine.

## Conditions environnementales affectant l'écoulement
Dans sa configuration la plus simple, le jet est dû uniquement à la quantité de mouvement initiale donnée au fluide, ceci a lieu lorsque la densité de l'effluent est identique à celle du fluide ambiant. Dans le cas général, il est judicieux de prendre en considération l'ensemble des conditions environnementales affectant le comportement de l'écoulement.
1. Flottabilité : La densité du fluide éjectée est différente de celle du milieu, parfois même si cette différence est faible, comme dans le cas de l'eau douce qui est 2.5 % plus léger que l'eau salée, il est impératif de tenir compte de cet effet dans l'étude car son influence est grand sur le comportement de l'écoulement.
2. Stratification : Les milieux naturels sont généralement stratifiés en densité, cela est dû à la température et/ou à la salinité non uniforme. Être capable de prédire les conditions de submersion a un intérêt majeur dans les problèmes d'élimination des eaux usées, afin d'éviter à ce que ces eaux atteignent la surface.
3. Courant ambiant : Dans les milieux marins, comme dans l'atmosphère, ils ne sont souvent pas stagnants et l'effet du courant ne peut pas être négligé même si sa vitesse n'est que 1 % de la vitesse initiale d'éjection du fluide.
4. Interaction de plusieurs jets : Cet effet est important quand les sources se trouvent étroitement espacées l'une à côté de l'autre, à un moment donné, les jets confluent.

## Application aux effluents et eaux usées
L'évacuation des effluents dans la nature et plus particulièrement dans la mer est une pratique très fréquente. L'évacuation inadéquate de ces polluants peut causer des dégâts environnementaux sérieux. Pour maîtriser un tel problème de pollution, il est impératif de comprendre les phénomènes relatifs à ce type d'écoulement.
Les conséquences environnementales à l’égard des effluents évacués dans les océans ont conduit l’homme à mener des études liées à cette problématique, et à réfléchir à la limitation de ces rejets dans la nature. Plusieurs études de recherche ont été réalisées dans ce contexte afin de réduire l’impact sur l’environnement local par l’augmentation de la dilution de ces polluants dans le milieu.
Le rejet des effluents dans la nature se fait de plusieurs façons, selon que celui-ci soit fait en mer ou dans l'air. Dans l'air, à titre d'exemples, l'éjection généralement se fait au travers des cheminées pour les usines, les conduits d'échappement pour les véhicules, le trappes dans les locaux dans le cas d'incendies.
Dans la mer, la décharge des polluants est réalisée par l'intermédiaire des portes profondes au-dessous de la mer, le mélange d'effluents avec l'eau est provoqué par le mouvement du jet turbulent.